# Dänische Gesandtschaft in Berlin

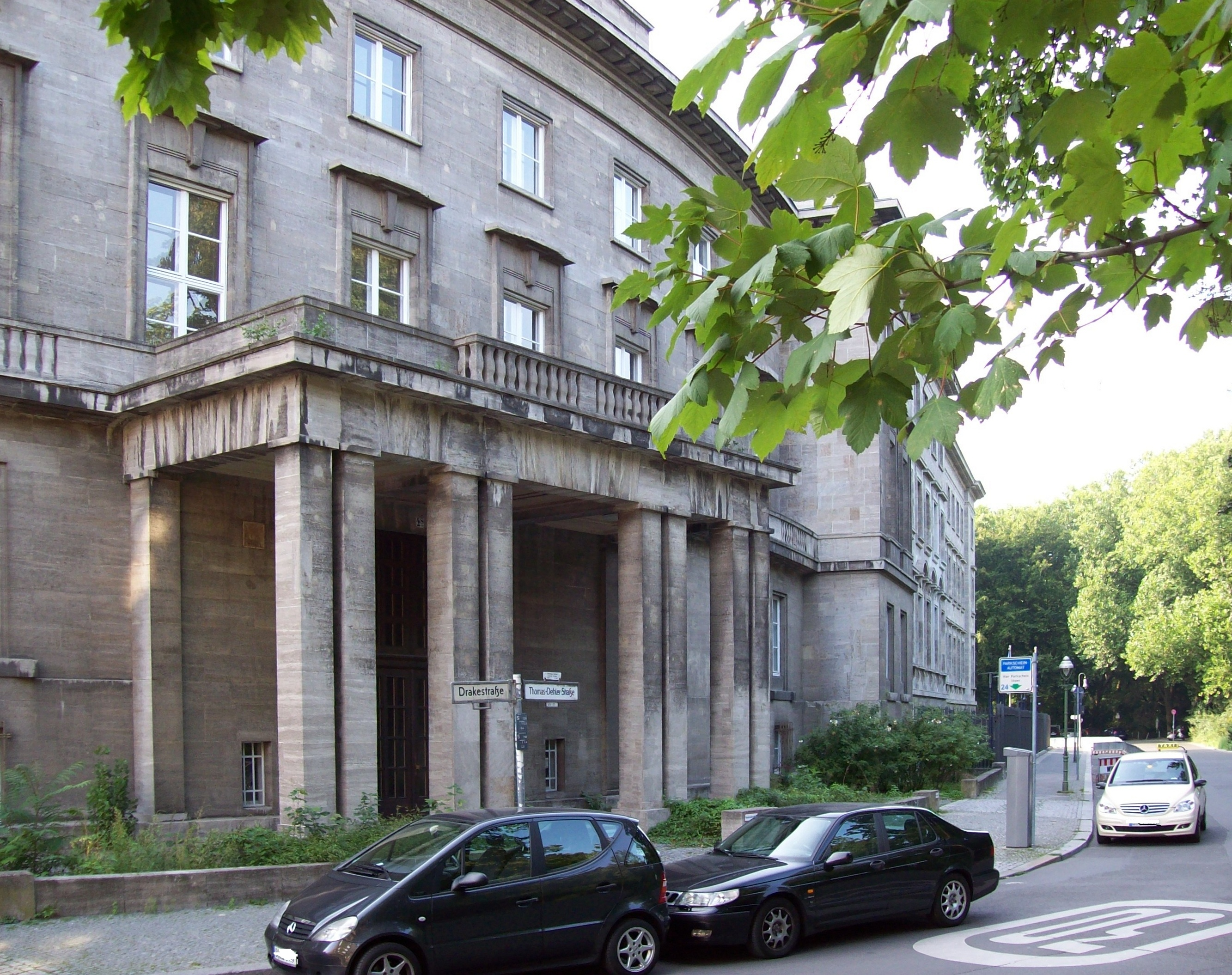
Portal der Dänischen Gesandtschaft

Die Dänische Gesandtschaft in Berlin im Botschaftsviertel des Berliner Ortsteils Tiergarten wurde von 1938 bis 1940 als Hauptsitz der diplomatischen Vertretung Dänemarks in Deutschland errichtet. Das Gebäude wurde von Johann Emil Schaudt im neoklassizistischen Stil entworfen und steht heute unter Denkmalschutz. Das Gesandtschaftsgebäude wird nicht mehr als diplomatische Vertretung genutzt.

## Lage, Planung und Architektur
Das Gebäude der Dänischen Gesandtschaft befindet sich in der Drakestraße 1, gegenüber dem 1987 eröffneten Erweiterungsgelände des Zoologischen Gartens. Der nördliche Flügel der Gesandtschaft (vor dem Portal stehend: der rechte Flügel) schließt mit der Stirnseite an die Spanische Botschaft an, und grenzt schon an die Thomas-Dehler-Straße, in welche die Drakestraße vor dem Gebäude mündet. Die beiden Botschaftsgebäude sind im gesamten Block zwischen Drakestraße und Lichtensteinallee die einzigen noch existenten Gebäude und bilden so die Nordwestecke des Botschaftsviertels.

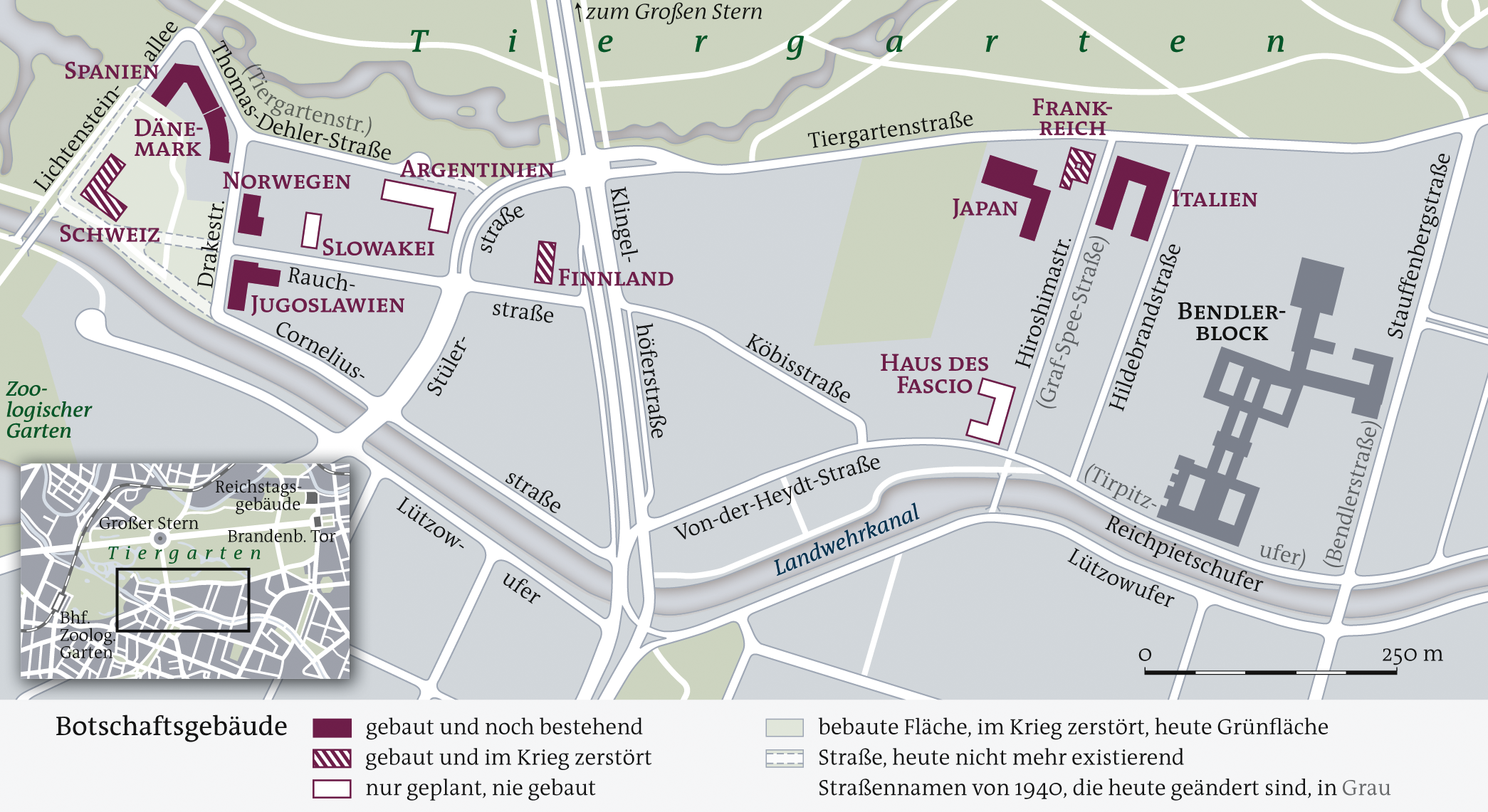
Botschaftsneubauten im Zuge der „Germania“-Planung

Im Rahmen des Bebauungsplans des nationalsozialistischen Chefarchitekten Albert Speer und dessen Behörde Generalbauinspektion (GBI) für die Errichtung der „Welthauptstadt Germania“ wurde das heute als Botschaftsviertel bekannte Gebiet am südlichen Tiergarten zum Diplomatenviertel erklärt. Es sollten zwölf Botschaftsgebäude errichtet werden, um im Regierungsviertel nahe dem Brandenburger Tor durch den Wegzug der Botschaften Platz für die Ausführung der Pläne von Speer zu schaffen, die alle bis dahin bekannten städtebaulichen Maßstäbe sprengen sollten. Für die Verwirklichung seiner Pläne wurden 1938–1939 Wohngebäude in Berlin abgerissen, die dabei umzusetzenden Mieter erhielten Ersatzwohnungen, die auf Speers Betreiben durch die Räumung und Deportation von Juden frei wurden. Die Gesandtschaftskanzlei von Dänemark befand sich vor dem Umzug ins Botschaftsviertel in der Alsenstraße 4 (NW 40) in Moabit, einer heute nicht mehr existenten Straße im Alsenviertel nahe dem Reichstagsgebäude. Das Dänische Generalkonsulat befand sich in der Französischen Straße 17 in Mitte. Damit war die Gesandtschaftskanzlei dem Plan für die „Große Halle“ im Weg.
Der von 1938 bis 1940 errichtete Neubau ist ungefähr 60 Meter breit, besitzt drei Obergeschosse und folgt mit seiner sanft geschwungenen Fassade der in die Thomas-Dehler-Straße einmündenden Drakestraße. Das Gebäude ist in der Vorderansicht streng symmetrisch auf das repräsentative Portal in der Mitte ausgerichtet. Beiderseitig schließen die Vorderfront schmale Risalite ab. Die Fassade ist mit Naturstein gestaltet, Bauschmuck wurde nur sparsam zur Betonung der Fensterachsen eingesetzt. Die einzige dekorative Außengestaltung bildeten zwei von Paul Eschert geschaffene Bronzefiguren zwischen den Pfeilern der Portalunterfahrt. Eschert schuf im gleichen Bauzusammenhang auch Vasen vor dem Haupteingang der nicht weit entfernten Japanischen Botschaft. Ungewöhnlich ist die repräsentative Erschließung des Gebäudes: unmittelbar hinter den Flügeltüren des Portals öffnet sich ein großer Saal in Form einer Tordurchfahrt, die das Erdgeschoss und das erste Obergeschoss umfasst. Diese Tordurchfahrt, die wegen der drei Pkw-Garagen im Hof durchaus befahren wurde, ist von seitlichen Treppenaufgängen flankiert, durch die man in die repräsentativen Empfangsräume im ersten Obergeschoss gelangt. Die Risalite setzen sich zur Rückseite des Gebäudes als Seitenflügel fort, die einen kleinen Innenhof umfassen.

## Nutzungsgeschichte

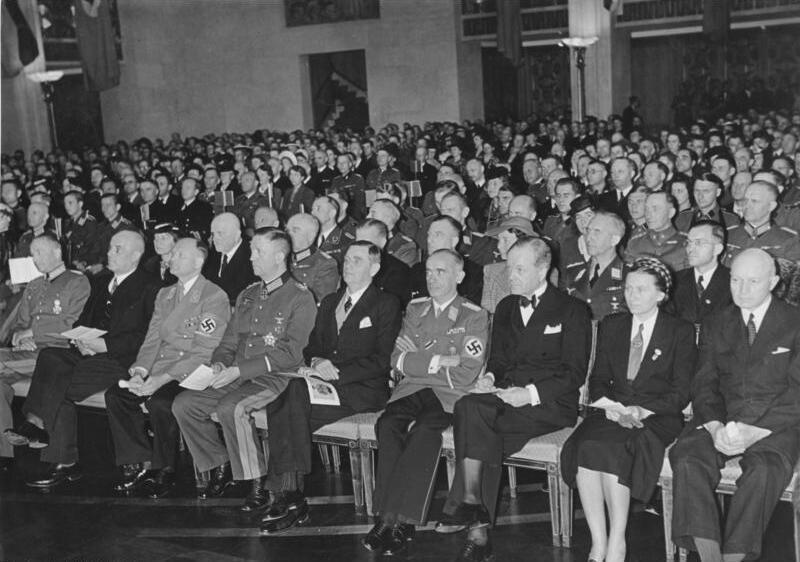
Der dänische Gesandte Otto Carl Mohr (erste Reihe, ganz rechts) bei einem diplomatischen Empfang im Juni 1942

Es ist nicht bekannt, ob die 1940 fertiggestellte Gesandtschaft noch vor der Besetzung Dänemarks durch die Wehrmacht (9. April 1940) an den dänischen Gesandten übergeben wurde. Die diplomatischen Liegenschaften der von Deutschland annektierten oder zerschlagenen Länder wurden gemeinhin als „Beute“ behandelt: so fielen Sowjetische Botschaft und Jugoslawische Gesandtschaft an das Reichsministerium für die besetzten Ostgebiete. Die dänische Gesandtschaft blieb hingegen in dänischer Hand. Noch 1943 vermerkt das Berliner Adressbuch unter der damaligen Adresse Tiergartenstraße 48 die Gesandtschaftskanzlei Dänemarks. Der dänische Gesandte in Berlin war ab 1941 bis zum Ende des Zweiten Weltkriegs Otto Carl Mohr, Generalsekretär im dänischen Außenministerium. Mohr galt deshalb nach Kriegsende keinesfalls als Kollaborateur, im Gegenteil: Er war an der Rettungsaktion der Weißen Busse beteiligt und wurde nach 1945 mit dem Dannebrog-Orden ausgezeichnet.
Der Alliierte Kontrollrat akkreditierte 1946 die Dänische Militärmission als diplomatische Vertretung Dänemarks in Deutschland. Die Militärmission nahm ihren Sitz im Gebäude der dänischen Gesandtschaft. Der erste Chef der Dänischen Militärmission in Berlin war Generalmajor E.A.M. Biering. Ab Dezember 1949 – nach Gründung der Bundesrepublik – hatte die Vertretung in Berlin nur noch den Status eines Konsulats. Wie andere Nationen hielt Dänemark im Hinblick auf eine potenzielle Wiedervereinigung das Gebäude bis 1977, danach wurde es an die Wohnungsbaugenossenschaft Neue Heimat Berlin verkauft.
Im Jahr 1987 wurde das Gebäude restauriert und danach durch die Deutsche Telekom als Akademie für Führungskräfte genutzt. Von 2005 bis 2009 stand die Gesandtschaft leer und wurde nur zeitweise für Veranstaltungen genutzt. Seit April 2009 wurde das Gebäude zu einem Luxushotel umgebaut, dabei wurde der südliche Gebäudeflügel abgerissen und durch einen Neubau ersetzt. Das Hotel wurde 2012 unter dem Namen Das Stue eröffnet. Die Dänische Botschaft befindet sich seit deren Umzug von Bonn nach Berlin im 1999 eröffneten Komplex der Nordischen Botschaften.